# Paris Hilton : une amie pour la vie ?

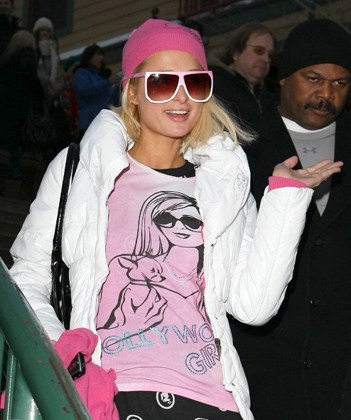
Paris Hilton en 2008.

Paris Hilton : une amie pour la vie ?, ou Paris un jour, Paris toujours ! au Québec (Paris Hilton's My New BFF, le sigle BFF signifiant Best Friend Forever, soit « meilleur(e) ami(e) pour toujours ») est une émission de téléréalité américaine en vingt épisodes de 42 minutes diffusée du 30 septembre 2008 au 4 août 2009 sur MTV.
En janvier 2009, une émission similaire, Paris Hilton's British Best Friend, se déroule au Royaume-Uni et diffusée sur ITV2. Une autre version, Paris Hilton's Dubai BFF, a été tournée à Dubaï, aux Émirats arabes unis durant l'été 2009 pour Dubai One mais a été finalement diffusée sur MTV en avril 2011.
En France, l'émission a été diffusée sur W9 et Téva, et au Québec à partir du 26 mai 2009 à MusiquePlus.
En France, l'émission était prévue pour être diffusée sur W9 au printemps 2009, mais, face à des droits de diffusion jugés trop élevés, W9 a décidé de repousser la diffusion de l'émission. L'émission a finalement été diffusée en septembre 2009 avec des résultats d'audience décevants.

## Synopsis
L'émission met en scène Paris Hilton, à la fois présentatrice et juge des épreuves, qui effectue une sélection parmi divers candidat(e)s pour choisir sa nouvelle meilleure ou son nouveau meilleur ami(e). Les candidat(e)s à « l'amitié pour la vie » sont progressivement éliminé(e)s par Paris Hilton au cours de différentes épreuves. 
La première saison désigne comme gagnante Brittany Flickinger. La relation d'« amitié » de cette dernière avec Paris Hilton ne dure cependant que peu de temps. Peu après, une deuxième saison est entamée, diffusée sur MTV à partir de juin 2009 : elle est remportée par Stephen Hampton.

## Épisodes

### Saison 1 (2008)
1. As-tu ce qu'il faut pour être la nouvelle meilleure amie de Paris ?
2. Suivez Paris dans ses excès.
3. Qui aura la chance de la suivre au MTV Music Awards ?
4. Les participants tournent une publicité pour les produits Paris Hilton
5. Les participants jouent à un jeu-questionnaire sur Paris
6. Paris amène les filles à Vegas pour faire la fête à sa façon
7. Inviter un gars hot au beach party de Paris !
8. Les filles ont droit à une transformation créée par les autres filles
9. Les filles doivent user de créativité pour une séance photo
10. La grande finale. Dernière chances aux filles de se prouver !

Gagnante : Brittany Flickinger

### Saison 2 (2009)
1. Paris Hilton poursuit sa quête d'une nouvelle meilleure amie. Treize filles et un gars se battent afin de le devenir.
2. Séance d'initiation et enterrement de vie de garçon scandaleux !
3. Les participants s'installent pour un concours Miss Paris !
4. Les participants reçoivent Paris et sa famille à souper. Paris leur réserve toute une surprise.
5. Les participantes découvrent ce qu'est l'amitié derrière les barreaux lorsque Paris les envoie en prison.
6. Défi parental avec des poupées à l'effigie de Paris !
7. Paris inscrit tout le monde à une session de speed dating qui mènera à une élimination.
8. Première séance d'entrevues difficiles.
9. Les secrets et les bêtes noires des finalistes.
10. Grande finale ! Paris choisit enfin sa meilleure amie !

Gagnant : Stephen Hampton

## Invités
- Doug Reinhardt